# Stånga församling
Stånga församling var en församling i Visby stift. Församlingen uppgick 2006 i Stånga-Burs församling, medan Burs pastorat bestod.
Församlingskyrka var Stånga kyrka.

## Administrativ historik
Församlingen har medeltida ursprung. Församlingen utgjorde under medeltiden ett eget pastorat för att därefter till 2006 vara annexförsamling i pastoratet Burs och Stånga som 1962 utökades med När och Lau. Församlingen uppgick 2006 i Stånga-Burs församling.
Församlingskod var 098073.